# 龙头古龙寺
龙头古龙寺是一处古建筑，位于山西省晋中市介休市龙凤镇龙头村，年代为元、清。
龙头古龙寺内尚存元代神殿和清代后寝殿（窑洞）。神殿为元代建筑风格，大清咸丰五年（1822）重修，壁画为金代壁画风格。后寝殿（窑洞）为清代建筑。其余建筑为1960年代改建
2007年，龙头古龙寺公布为第四批介休县文物保护单位。2021年8月4日，龙头古龙寺公布为第六批山西省文物保护单位。